# Chrysina veraguana
Chrysina veraguana är en skalbaggsart som beskrevs av Ohaus 1922. Chrysina veraguana ingår i släktet Chrysina och familjen Rutelidae. Inga underarter finns listade i Catalogue of Life.